# Armenia (contea di Bradford)
Armenia  è una township degli Stati Uniti d'America, nella contea di Bradford nello Stato della Pennsylvania. Secondo il censimento del 2000 la popolazione è di 166 abitanti.

## Società

### Evoluzione demografica
La composizione etnica vede una totalità di quella bianca (100 %)
| township di Armenia Popolazione |     |
| 2000                            | 166 |
| Stima al 2009                   | 171 |